# Stanley Chapman
Pour les articles homonymes, voir Chapman.
Né le 15 septembre 1925, mort le 26 mai 2009, Stanley Chapman est architecte, dessinateur, traducteur et écrivain britannique. Passionné de théâtre et de 'Pataphysique, il participe à la conception du National Theatre de Londres, est élu membre de l'Oulipo (Ouvroir de Littérature Potentielle) dès 1960, et fonde, en 1991, un nouvel Ou-X-Po : l'Outrapo (Ouvroir de Tragicomédie Potentielle). Sa traduction des Cent mille milliards de poèmes de Raymond Queneau, lui valut « la stupéfaction et l'admiration » de l'auteur. Il est également Régent d'Épidictique et Vice-Rogateur au Collège de ’Pataphysique, membre de l'Ouarchpo (ARCHitecture), du L.I.P. (London Institut of Pataphysics) et de la Lewis Carroll Society.

## Publications  (en français)
- Onze mille verbes, cent virgules, Temps mêlés no 98, Verviers, 1969.
- Messaline au Bistrot, Dragée haute no 21. 1996.
- Epopèlerinage, Dragée haute no 35. 1999.

## Traductions (en anglais)
- Raymond Queneau :
  - Everyone Knows, Chanticleer (Londres) 1953.
  - Darwin certainly saw the importance of the earthworm, New Statesman and Nation (Londres) 1954.
  - Cent mille milliards de poèmes, in Oulipo Compendium, Atlas Press, 1999.
- Jean-Hugues Sainmont :
  - Camille Renault (1866-1954), World-Maker (Camille Renault (1866-1954)), Gaberbocchus Press, 1957
- Boris Vian :
  - Heartsnatcher (L'arrache-cœur), Rapp & Carroll, 1965.
  - Froth on the Daydream (L'Écume des jours), Rapp & Carroll, 1967.

- Robert Desnos :
  - The Night-Watch by Arthur Rimbaud dans Liberty or Love (La Liberté ou l'amour!), traducteur Terry Hale,  Atlas Press, 1993.